# Prince Robinson
Prince Robinson (7 juin 1902 - 23 juillet 1960) est un saxophoniste et clarinettiste de jazz américain.
Coleman Hawkins et d'autres musiciens comme Ben Webster, le tenaient en haute estime,. Doté d'un son riche et profond, il pouvait par moments rivaliser avec Hawkins sur le plan de l'inventivité,.
Robinson aimait jouer des solos sur ses deux instruments, le saxophone ténor et la clarinette, au cours d'un même morceau, ce que peu de jazzmen faisaient.

## Biographie
Prince Robinson (Jas. R. Robinson de son vrai nom) est né à Portsmouth en Virginie aux États-Unis le 7 juin 1902, et est mort le 23 juillet 1960 à New York.

## Carrière
Prince Robinson apprend à jouer de la clarinette en autodidacte et commence à jouer avec des groupes locaux moins d'un an après avoir commencé à jouer à 14 ans,. 
Sa carrière professionnelle commence en 1919 avec les Lillian Jones' Jazz Hounds et continue en 1922 avec l'orchestre de Quentin Redd à Atlantic City.
Il se rend en 1923 à New York où il joue avec les Musical Aces de Lionel Howard, avec June Clark et avec Elmer Snowden,,,.
Robinson est débauché du groupe d'Elmer Snowden en mai 1925 par Duke Ellington, tout jeune encore,. Il apparaît sur de nombreux enregistrements d'Ellington datant du milieu et de la fin des années 20. Robinson ajoute alors de la couleur instrumentale au groupe des Washingtonians et il augmente les options d'Ellington en matière d'arrangements.
En 1927, il joue avec le Leon Abbey Band, avant de rejoindre les McKinney's Cotton Pickers,. 
À la fin des années 1930, Robinson joue avec Blanche Calloway, avec Willie Bryant, avec le trompettiste Roy Eldridge, et à partir de 1940, avec le géant du jazz Louis Armstrong,,.
Après avoir quitté l'ensemble d'Armstrong, Robinson travaille avec Lucky Millinder, Benny Morton, le pianiste Claude Hopkins, avant de travailler pour les chanteuses Helen Humes et Billie Holiday,.